# 明星運動會
《明星運動會》（英語：TVB All Star Games），香港電視廣播有限公司遊戲節目，共四集，由翡翠台於2021年7月4日起連續兩個周日晚上8時30分播出，壓軸一集則定於7月21日（周三）晚上8時30分播映；而J2由6月28日起周一至五連續五晚播映《明星運動會前哨戰：Fight 盡》，集中播映拳擊賽事項目。由大會司儀鍾志光、陳庭欣、朱凱婷、崔建邦；直擊報道員戴祖儀、黃庭鋒、張秀文、林盛斌；此節目為2021年香港國際影視展推介綜藝節目之一。

## 參與藝員
（按筆劃排序）
- 「優益C藍隊」成員：
  - 領隊：曾勵珍
  - 隊長：王浩信、張振朗
  - 男子組成員：孔德賢、文竣瑋、伍富橋、朱樂洺、朱滙林、何啟南、吳卓衡、吳業坤、李偉健、周志康、林子超、林浩文、林景程、邵展鵬、唐嘉麟、徐榮、馬俊傑、馬貫東、張景淳、梁証嘉、盛勁為、許俊豪、許家傑、陳山聰、陳永昌、陳展鵬、陳浚霆、陳戩浩、陳榮峻、黃嘉樂、黃俊豪、黃庭鋒、黃祥興、楊證樺、葉泓聲、董敬文、翟威廉、劉天龍、劉頌鵬、歐瑞偉、鄧智堅、鄭衍峰、鍾煒喬、羅天宇、羅孝勇、關浩揚
  - 女子組成員：淼、朱智賢、何沛珈、李天縱、李君妍、李芷晴、倪嘉雯、梁敏巧、陳煦凝、陳潁熙、陳曉華、黃子桐、黃碧蓮、楊家寶、劉穎鏇、鄧伊婷、鄧美欣、鞏姿希[3]、戴祖儀、謝文欣、謝芷倫、鄺潔楹、羅毓儀
- 「怡寶綠隊」成員：
  - 領隊：樂易玲
  - 隊長：方力申、何廣沛
  - 男子組成員：方紹聰、王致狄、古天祥、司徒暉、伍禮騫、余富根、余應彤、吳子冲、李梓謙、李嘉晉、招浩明、林正峰、林俊其、容天佑、袁鎮業、崔錦棠、章景恆、郭子豪、郭浩皇、陸浩明、黃榮燊、黃潤成、黃耀煌、楊潮凱、葉家泓、鄒兆霆、鄔嘉駿、潘梓鋒、鄭世豪、鄭俊弘、魏柏豪、關曜儁
  - 女子組成員：王虹茵、王菲、古佩玲、史穎喬、何慈茵、吳嘉儀、呂靜文、李思雅、林沚羿、林凱恩、施匡翹、張名雅、張盈悅、張詩欣、陳嘉慧、陳熙蕊、麥詩晴、彭翔翎、彭慧中、曾琬莎、程皓、黃嘉雯、葉蒨文、劉溫馨、蔡菀庭、蔡嘉欣、謝嘉怡
- 「星火能源紅隊」成員：
  - 領隊：王祖藍
  - 隊長：譚俊彥、黃子恆
  - 男子組成員：丘梓謙、何晉樂、吳佩隆、吳雲甫、李偉霆、李鉅峰、阮政峰、阮浩棕、周亦鵬、周嘉全、林溥來、姚宏遠、施焯日、徐文浩、海俊傑、張彥博、張韡騰、莫家淦、陳嘉俊、陳銳峰、陳國麟、陳諾忠、陸煥恆、焦浩軒、黃浩霆、廖家爵、衛志豪、鄭詠謙、蕭正楠、簡家麒、譚永浩、譚焯升
  - 女子組成員： 王子涵、何泳芍、利穎怡、吳天兒、吳紫韻、吳綺珊、李靄璣、杜穎珊、沈可欣、季蘋蘋、林可悅、林秀怡、林慧君、胡美貽、梁珈詠、梁雯蔚、梁麗翹、郭柏姸、陳欣茵、麥皓兒、游嘉欣、黃凱儀、黃紫恩、黃穎君、源菲然、劉嘉琪、黎康祺、謝采芝、羅雪妍、關嘉敏

## 專業評述
- 羽毛球：蕭靜雯
- 拳　擊：陳日昇
- 射　箭：鄭景亮

## 每集內容[4]
- 粗體為勝出者

### 明星運動會前哨戰：Fight盡
| 集數  | 播映         | 內容 |
| 01-05 | 6月28-7月2日 | - 拳擊 - 顧問：陳文義、孫健華、盧惠光、江富德 - 館內賽女子組：關嘉敏vs朱斐斐、李君妍vs孟希璘、何慈茵vs林慧倩 - 館內賽男子組：海俊傑vs杜沚諾、潘梓鋒vs羅孝勇、謝東閔vs容天佑、鄭俊弘vs吳業坤、吳雲甫vs黃俊豪、羅孝勇vs鄒兆霆 - 女子表演賽：何慈茵vs霍嘉怡 - 男子78公斤級初賽：潘梓鋒（綠）vs鄒兆霆（綠）、羅孝勇（藍）vs吳雲甫（紅） |

### 明星運動會
| 集數 | 播映    | 內容 |
| 01   | 7月4日  | - 拳擊 - 女子58公斤級決賽：關嘉敏（紅）vs李君妍（藍） - 男子60公斤級決賽：鄭俊弘（綠）vs海俊傑（紅） - 男子70公斤級決賽：容天佑（綠）vs吳業坤（藍） - 男子78公斤級決賽：羅孝勇（藍）vs潘梓鋒（綠） - 舉牌員：何沛珈 - 男子羽毛球 - 8強爭奪戰：李嘉晉（綠）vs文竣瑋（藍）、朱匯林（藍）vs陳永昌（藍）、鄧智堅（藍）vs廖家爵（紅）、黃浩霆（紅）vs林正峰（綠）、梁証嘉（藍）vs丘梓謙（紅）、阮政峰（紅）vs黃耀煌（綠）、陳山聰（藍）vs關浩揚（藍）、伍禮騫（綠）vs魏柏豪（綠）；後備：（綠）招浩明、黎文傑、（藍）鄭衍峰、吳卓衡、黃庭鋒 - 女子 - 8強爭奪戰：李思雅（綠）vs季蘋蘋（紅）、梁雯蔚（紅）vs沈可欣（紅）、利穎怡（紅）vs史穎喬（綠）、陳熙蕊（綠）vs劉嘉琪（紅）、直接晉級（林凱恩（綠）、陳嘉慧（綠）、陳潁熙（綠）、謝嘉怡（綠）） - 女子3人籃球 - 準決賽1：（藍1）劉穎鏇、鄺潔楹、李君妍、楊家寶vs（紅）胡美貽、梁雯蔚、杜穎珊、游嘉欣、麥皓兒 - 準決賽2：（藍2）陳曉華、戴祖儀、鄧美欣vs（綠）王虹茵、呂靜文、張詩欣、陳潁熙、彭翔翎 - 女子射箭 - 初賽：梁敏巧（藍）、鞏姿希（藍）、李芷晴（藍）、羅毓儀（藍）、郭柏姸（紅）、黃子桐（藍） - 男子5人籃球 - 循環賽1：（藍）翟威廉、羅天宇、林景程、孔德賢、周志康、伍富橋、唐嘉麟、張景淳、黃俊豪、鄭衍峰、黃嘉樂、許家傑vs（綠）鄭世豪、伍禮騫、黃潤成、吳子冲、李嘉晉、章景恆、鄔嘉駿、余富根、招浩明、林俊其、潘梓鋒 - 循環賽2：（紅）鄭詠謙、陸煥恆、徐文浩、陳嘉俊、黃子恆、周亦鵬、丘梓謙、李鉅峰、林溥來、陳諾忠、廖家爵、譚俊彥、譚焯升vs（綠）章景恆、吳子冲、余富根、李嘉晉、潘梓鋒、伍禮騫、招浩明、黃潤成、鄔嘉駿、鄭世豪、林俊其 - 男子 - 8強爭奪戰：馬俊傑（藍）vs焦浩軒（紅）、朱匯林（藍）vs吳佩隆（紅）、黃潤成（綠）vs陳諾忠（紅）、譚永浩（紅）vs陸煥恆（紅）、姚宏遠（紅）vs招浩明（綠）、黃祥興（藍）vs梁証嘉（藍）、陳展鵬（藍）vs張彥博（紅）、伍禮騫（綠）vs黃榮燊（綠）；後備：（綠）黎文傑、（藍）朱樂洺、陳永昌、唐嘉麟 - 女子羽毛球 - 8強爭奪戰：麥皓兒（紅）vs張名雅（綠）、李靄璣（紅）vs林凱恩（綠）、謝芷倫（藍）vs黃子桐（藍）、吳天兒（紅）vs王虹茵（綠）、利穎怡（紅）vs王菲（綠）、黃嘉雯（綠）vs謝采芝（紅）、李思雅（綠）vs謝嘉怡（綠）、黃碧蓮（藍）vs呂靜文（綠）；後備：（紅）謝采芝、梁雯蔚、胡美貽、黎康祺、（綠）陳熙蕊、蔡菀庭、吳嘉儀、王虹茵、（藍）于淼、李君妍、羅毓儀 - 男子射箭 - 初賽：廖家爵（紅）、邵展鵬（藍）、魏柏豪（綠）、吳卓衡（藍）、施焯日（紅）、古天祥（綠） |
| 02   | 7月11日 | - 女子羽毛球 - 半準決賽：李思雅（綠）vs黃碧蓮（藍）、李靄璣（紅）vs麥皓兒（紅）、謝芷倫（藍）vs吳天兒（紅）、利穎怡（紅）vs黃嘉雯（綠） - 準決賽：李思雅（綠）vs利穎怡（紅）、李靄璣（紅）vs謝芷倫（藍） - 決賽：李思雅（綠）vs李靄璣（紅） - 女子 - 半準決賽：李思雅（綠）vs利穎怡（紅）、陳嘉慧（綠）vs謝嘉怡（綠）、陳熙蕊（綠）vs梁雯蔚（紅）、林凱恩（綠）vs陳潁熙（綠） - 準決賽：李思雅（綠）vs林凱恩（綠）、陳嘉慧（綠）vs陳熙蕊（綠） - 決賽：李思雅（綠）vs陳嘉慧（綠） - 男子羽毛球 - 半準決賽：黃浩霆（紅）vs朱匯林（藍）、梁証嘉（藍）vs陳山聰（藍）、伍禮騫（綠）vs鄧智堅（藍）、阮政峰（紅）vs李嘉晉（綠） - 準決賽：伍禮騫（綠）vs黃浩霆（紅）、阮政峰（紅）vs梁証嘉（藍） - 決賽：伍禮騫（綠）vs阮政峰（紅） - 男子 - 半準決賽：姚宏遠（紅）vs馬俊傑（藍）、陳展鵬（藍）vs朱匯林（藍）、伍禮騫（綠）vs黃潤成（綠）、黃祥興（藍）vs譚永浩（紅） - 準決賽：姚宏遠（紅）vs黃祥興（藍）、陳展鵬（藍）vs伍禮騫（綠） - 決賽：陳展鵬（藍）vs姚宏遠（紅） - 女子排球 - 準決賽1：（紅A）利穎怡、吳天兒、吳紫韻、沈可欣、林可悅、胡美貽、梁麗翹（隊長）vs（綠）王菲、古佩玲、張盈悅、麥詩晴、彭翔翎、蔡嘉欣（隊長）、謝嘉怡 - 準決賽2：（藍）朱智賢（隊長）、陳曉華、黃碧蓮、劉穎鏇、鄧美欣、鞏姿希vs（紅B）季蘋蘋、林秀怡、林慧君、梁珈詠（隊長）、黃穎君、劉嘉琪 - 男子射箭 - 決賽：魏柏豪（綠）、邵展鵬（藍）、廖家爵（紅） - 女子射箭 - 決賽：梁敏巧（藍）、鞏姿希（藍）、李芷晴（藍） |
| 03   | 7月20日 | - 女子50米蛙泳 - 初賽1：施匡翹（綠）、劉溫馨（綠）、麥皓兒（紅）、林凱恩（綠）、蔡菀庭（綠） - 初賽2：何泳芍（紅）、葉蒨文（綠）、郭柏姸（紅） - 男子5人籃球 - 循環賽3：（藍）翟威廉、羅天宇、林景程、孔德賢、周志康、伍富橋、唐嘉麟、張景淳、黃俊豪、鄭衍峰、黃嘉樂、許家傑vs（紅）譚俊彥、譚焯升、徐文浩、陳嘉俊、林溥來、黃子恆、陳諾忠、廖家爵、李鉅峰、鄭詠謙、陸煥恆 - 男子排球 - 決賽：（藍）孔德賢、周志康、盛勁為、黃祥興、董敬文、劉頌鵬、鄧智堅（隊長）、鍾煒喬vs（紅）張彥博、陳諾忠、焦浩軒、黃子恆（隊長）、廖家爵、譚永浩、譚焯升 - 男子50米蝶泳 - 決賽：葉家泓（綠）、司徒暉（綠）、張彥博（紅）、鄭世豪（綠）、招浩明（綠） - 男子7人足球 - 循環賽1：（紅）周嘉全、姚宏遠、張彥博、莫家淦、黃子恆（隊長）、蕭正楠、譚永浩、鄭詠謙、陳國麟vs（綠）楊潮凱（隊長）、潘梓鋒、伍禮騫、黃潤成、鄔嘉駿、林俊其、余應彤、關曜儁 - 循環賽2：（藍）馬貫東、葉泓聲、孔德賢、黃庭鋒、徐榮（隊長）、許俊豪、梁証嘉、唐嘉麟、董敬文、劉頌鵬、吳卓衡、鄧智堅vs（紅）姚宏遠、張彥博、莫家淦、黃子恆（隊長）、蕭正楠、譚永浩、鄭詠謙、周嘉全、陳國麟 - 男子50米自由式 - 初賽1：李梓謙（綠）、崔錦棠（綠）、張彥博（紅）、司徒暉（綠） - 初賽2：葉家泓（綠）、李偉霆（紅）、簡家麒（紅）、孔德賢（藍） - 初賽3：盛勁為（藍）、徐文浩（紅）、招浩明（綠）、陳銳峰（紅） - 女子50米背泳 - 決賽：何泳芍（紅）、林沚羿（綠）、郭柏姸（紅）、麥皓兒（紅） - 女子3人籃球 - 決賽：（藍2）陳曉華、戴祖儀、鄧美欣vs（藍1）劉穎鏇、鄺潔楹、李君妍、楊家寶 - 男子50米蛙泳 - 初賽1：李偉霆（紅）、徐文浩（紅） - 初賽2：李梓謙（綠）、崔錦棠（綠）、張彥博（紅）、司徒暉（綠）、馬俊傑（藍） - 初賽3：葉家泓（綠）、鄭世豪（綠）、古天祥（綠） - 男子50米背泳 - 決賽：崔錦棠（綠）、招浩明（綠）、司徒暉（綠） |
| 04   | 7月21日 | - 女子排球 - 決賽：（紅A）利穎怡、吳天兒、吳紫韻、沈可欣、林可悅、胡美貽、梁麗翹（隊長）vs（藍）朱智賢（隊長）、陳曉華、黃碧蓮、劉穎鏇、鄧美欣、鞏姿希 - 男子100米 - 初賽1：潘梓鋒（綠）、吳卓衡（藍）、吳佩隆（紅）、關浩揚（藍）、鄭世豪（綠）、楊潮凱（綠）、黃浩霆（紅） - 初賽2：郭子豪（綠）、簡家麒（紅）、許俊豪（藍）、周嘉全（紅）、葉家泓（綠）、郭浩皇（綠）、黃俊豪（藍） - 初賽3：何晉樂（紅）、李偉霆（紅）、劉天龍（藍）、林子超（藍）、焦浩軒（紅）、余富根（綠）、邵展鵬（藍） - 初賽4：劉頌鵬（藍）、鄔嘉駿（綠）、張景淳（藍）、楊證樺（藍）、王致狄（綠） - 決賽：潘梓鋒（綠）、劉頌鵬（藍）、鄔嘉駿（綠）、吳卓衡（藍）、郭子豪（綠）、簡家麒（紅） - 男子50米自由式 - 決賽：葉家泓（綠）、盛勁為（藍）、李偉霆（紅）、崔錦棠（綠）、李梓謙（綠）、徐文浩（紅） - 女子50米自由式 - 決賽：何泳芍（紅）、何慈茵（綠）、郭柏姸（紅）、彭慧中（綠）、麥皓兒（紅） - 男子7人足球 - 循環賽3：（藍）許俊豪、唐嘉麟、徐榮（隊長）、董敬文、馬貫東、黃庭鋒、梁証嘉、劉頌鵬、孔德賢、吳卓衡、鄧智堅、葉泓聲、關曜儁vs（綠）楊潮凱（隊長）、潘梓鋒、伍禮騫、黃潤成、鄔嘉駿、林俊其、余應彤 - 男子鉛球 - 決賽：許家傑（藍）、劉天龍（藍）、黃祥興（藍）、歐瑞偉（藍）、陳榮峻（藍）、李偉健（藍）、何啟南（藍）、伍禮騫（綠）、鄒兆霆（綠）、李嘉晉（綠）、余應彤（綠）、王致狄（綠）、楊潮凱（綠）、袁鎮業（綠）、鄔嘉駿（綠）、鄭詠謙（紅）、廖家爵（紅）、衛志豪（紅）、鄭世豪（綠）、李偉霆（紅）、張韡騰（紅） - 男子標槍 - 決賽：孔德賢（藍）、陳戩浩（藍）、黃祥興（藍）、伍禮騫（綠）、余富根（綠）、鄔嘉駿（綠）、鄒兆霆（綠）、余應彤（綠）、衛志豪（紅）、廖家爵（紅）、鄭詠謙（紅） - 男子50米蛙泳 - 決賽：李偉霆（紅）、葉家泓（綠）、崔錦棠（綠）、李梓謙（綠）、徐文浩（紅）、張彥博（紅） - 女子50米蛙泳 - 決賽：何泳芍（紅）、郭柏姸（紅）、葉蒨文（綠）、施匡翹（綠）、劉溫馨（綠）、麥皓兒（紅） - 女子跳高 - 決賽：吳天兒（紅）、彭翔翎（綠）、黃嘉雯（綠）、鄧美欣（藍）、張盈悅（綠）、倪嘉雯（藍） - 女子游泳4X50米接力 - 決賽：（紅）何泳芍、郭柏姸、麥皓兒、（綠2）何慈茵、葉蒨文、施匡翹、林沚羿、（綠1）林凱恩、彭慧中、蔡菀庭、劉溫馨 - 男子400米 - 初賽1：孔德賢（藍）、崔錦棠（綠）、阮浩棕（紅）、譚俊彥（紅）、鄭衍峰（藍） - 初賽2：許俊豪（藍）、葉家泓（綠）、李嘉晉（綠）、招浩明（綠）、施焯日（紅）、丘梓謙（紅） - 男子鉄餅 - 決賽：許家傑（藍）、葉泓聲（藍）、黃祥興（藍）、鄒兆霆（綠）、伍禮騫（綠）、崔錦棠（綠）、李嘉晉（綠）、招浩明（綠）、鄔嘉駿（綠）、袁鎮業（綠）、陸浩明（綠）、廖家爵（紅）、鄭詠謙（紅）、衛志豪（紅）、徐文浩（紅） - 男子跳遠 - 決賽：黃子恆（紅）、簡家麒（紅）、衛志豪（紅）、鄭世豪（綠）、焦浩軒（紅）、孔德賢（藍）、吳卓衡（藍）、崔錦棠（綠）、葉家泓（綠）、楊潮凱（綠）、袁鎮業（綠） - 男子游泳4X50米接力 - 決賽：（綠）司徒暉、李梓謙、葉家泓、崔錦棠、（紅）張彥博、簡家麒、招浩明、李偉霆、（藍）盛勁為、吳卓衡、馬俊傑、孔德賢 - 男子跳高 - 決賽：許俊豪（藍）、葉泓聲（藍）、鄒兆霆（綠）、崔錦棠（綠）、袁鎮業（綠）、李嘉晉（綠）、招浩明（綠）、徐文浩（紅）、鄭世豪（綠） - 女子100米 - 初賽1：謝文欣（藍）、程皓（綠）、王子涵（紅）、張盈悅（綠）、陳煦凝（藍）、葉蒨文（綠）、陳熙蕊（綠） - 初賽2：鄧美欣（藍）、黃紫恩（紅）、張名雅（綠）、蔡菀庭（綠）、李天縱（藍） - 初賽3：李思雅（綠）、謝芷倫（藍）、吳綺珊（紅）、黃碧蓮（藍）、倪嘉雯（藍） - 初賽4：何慈茵（綠）、劉嘉琪（紅）、林慧君（紅） - 初賽5：吳紫韻（紅）、彭翔翎（綠）、張詩欣（綠）、何沛珈（藍） - 決賽：李思雅（綠）、謝芷倫（藍）、鄧美欣（藍）、何慈茵（綠）、謝文欣（藍）、吳紫韻（紅）、程皓（綠） - 女子4x100接力 - 決賽：（綠1）李思雅、程皓、何慈茵、張名雅、（藍2）于淼、戴祖儀、李君妍、陳煦凝、（紅2）謝采芝、劉嘉琪、吳紫韻、羅雪妍、（紅1）黃紫恩、梁雯蔚、黃凱儀、陳欣茵、（藍1）鄧美欣、倪嘉雯、鄧伊婷、黃碧蓮、（綠2）張詩欣、葉蒨文、陳熙蕊、張盈悅 - 男子4x100接力 - 決賽：（藍4）孔德賢、劉頌鵬、吳卓衡、鄭衍峰、（綠2）楊潮凱、郭浩皇、潘梓鋒、王致狄、（藍2）葉泓聲、周志康、林浩文、許俊豪、（綠1）何廣沛、李嘉晉、方紹聰、郭子豪、（藍1）黃祥興、劉天龍、何啟南、楊證樺、（紅1）焦浩軒、黃浩霆、徐文浩、張彥博、（紅2）莫家淦、周嘉全、吳佩隆、簡家麒、（藍3）許家傑、張景淳、陳浚霆、李偉健 - 女子400米 - 決賽：何慈茵（綠）、李思雅（綠）、謝文欣（藍）、麥皓兒（紅）、梁雯蔚（紅）、源菲然（紅）、陳煦凝（藍）、于淼（藍） - 男子400米 - 決賽：許俊豪（藍）、崔錦棠（綠）、孔德賢（藍）、阮浩棕（紅）、葉家泓（綠）、李嘉晉（綠） - 女子跳遠 - 決賽：吳天兒（紅）、黃紫恩（紅）、吳紫韻（紅）、黃凱儀（紅）、郭柏姸（紅）、麥皓兒（紅）、鄧美欣（藍）、鄧伊婷（藍）、倪嘉雯（藍）、何慈茵（綠）、張盈悅（綠）、張詩欣（綠）、黃嘉雯（綠）、王菲（綠）、葉蒨文（綠） - 男子4x400接力 - 決賽：（藍）孔德賢、鄭衍峰、吳卓衡、劉頌鵬、（綠）崔錦棠、關曜儁、李嘉晉、鄔嘉駿、（紅）莫家淦、簡家麒、李偉霆、張彥博 - 女子4x400接力 - 決賽：（綠1）程皓、李思雅、葉蒨文、何慈茵、（藍）陳煦凝、謝文欣、李君妍、于淼、（紅）季蘋蘋、羅雪妍、麥皓兒、劉嘉琪、（綠2）張詩欣、陳熙蕊、張盈悅、張名雅 |

## 奬牌及大獎
- 拳擊女子58公斤級：（金）關嘉敏（紅）、（銀）李君妍（藍）
- 拳擊男子60公斤級：（金）鄭俊弘（綠）、（銀）海俊傑（紅）
- 拳擊男子70公斤級：（金）容天佑（綠）、（銀）吳業坤（藍）
- 拳擊男子78公斤級：（金）羅孝勇（藍）、（銀）潘梓鋒（綠）、（銅）鄒兆霆（綠）、（銅）吳雲甫（紅）
- 女子射箭：（金）梁敏巧（藍）、（銀）鞏姿希（藍）、（銅）李芷晴（藍）
- 男子射箭：（金）魏柏豪（綠）、（銀）邵展鵬（藍）、（銅）廖家爵（紅）
- 女子：（金）李思雅（綠）、（銀）陳嘉慧（綠）、（銅）林凱恩（綠）、（銅）陳熙蕊（綠）
- 男子：（金）陳展鵬（藍）、（銀）姚宏遠（紅）、（銅）黃祥興（藍）、（銅）伍禮騫（綠）
- 女子羽毛球：（金）李思雅（綠）、（銀）李靄璣（紅）、（銅）利穎怡（紅）、（銅）謝芷倫（藍）
- 男子羽毛球：（金）伍禮騫（綠）、（銀）阮政峰（紅）、（銅）黃浩霆（紅）、（銅）梁証嘉（藍）
- 女子3人籃球：（金）藍2、（銀）藍1、（銅）紅、綠
- 男子5人籃球：（金）藍、（銀）紅、（銅）綠
- 女子排球：（金）紅A、（銀）藍、（銅）紅B、綠
- 男子排球：（金）藍、（銀）紅
- 男子7人足球：（金）藍、（銀）紅、（銅）綠
- 女子50米背泳：（金）何泳芍（紅）、（銀）林沚羿（綠）、（銅）郭柏姸（紅）
- 女子50米蛙泳：（金）何泳芍（紅）、（銀）郭柏姸（紅）、（銅）葉蒨文（綠）
- 女子50米自由式：（金）何泳芍（紅）、（銀）何慈茵（綠）、（銅）郭柏姸（紅）
- 男子50米蝶泳：（金）葉家泓（綠）、（銀）司徒暉（綠）、（銅）張彥博（紅）
- 男子50米背泳：（金）崔錦棠（綠）、（銀）招浩明（綠）、（銅）司徒暉（綠）
- 男子50米自由式 ：（金）葉家泓（綠）、（銀）盛勁為（藍）、（銅）李偉霆（紅）
- 男子50米蛙泳：（金）李偉霆（紅）、（銀）葉家泓（綠）、（銅）崔錦棠（綠）
- 女子游泳4X50米接力：（金）紅、（銀）綠2、（銅）綠1
- 男子游泳4X50米接力：（金）綠、（銀）紅、（銅）藍
- 男子鉛球：（金）伍禮騫（綠）、（銀）鄒兆霆（綠）、（銅）許家傑（藍）
- 男子標槍：（金）孔德賢（藍）、（銀）伍禮騫（綠）、（銅）陳戩浩（藍）
- 女子跳高：（金）吳天兒（紅）、（銀）彭翔翎（綠）、（銅）黃嘉雯（綠）
- 男子跳高：（金）許俊豪（藍）、（銀）鄒兆霆（綠）、（銅）崔錦棠（綠）
- 女子跳遠：（金）何慈茵（綠）、（銀）鄧美欣（藍）、（銅）張盈悅（綠）
- 男子跳遠：（金）崔錦棠（綠）、（銀）黃子恆（紅）、（銅）吳卓衡（藍）
- 男子鉄餅：（金）鄒兆霆（綠）、（銀）伍禮騫（綠）、（銅）廖家爵（紅）
- 女子100米：（金）李思雅（綠）、（銀）謝芷倫（藍）、（銅）鄧美欣（藍）
- 男子100米：（金）潘梓鋒（綠）、（銀）劉頌鵬（藍）、（銅）鄔嘉駿（綠）
- 女子4x100接力：（金）綠1、（銀）藍2、（銅）紅2
- 男子4x100接力：（金）藍4、（銀）綠2、（銅）藍2
- 女子400米：（金）何慈茵（綠）、（銀）李思雅（綠）、（銅）謝文欣（藍）
- 男子400米：（金）許俊豪（藍）、（銀）崔錦棠（綠）、（銅）孔德賢（藍）
- 女子4x400接力：（金）綠1、（銀）藍、（銅）紅
- 男子4x400接力：（金）藍、（銀）綠、（銅）紅
- 「最喜愛運動員」大獎：譚俊彥、何慈茵、孔德賢、李君妍、崔錦棠

## 奬牌榜
| 隊 | 金 | 銀 | 銅 | 總數 |
| 綠 | 19 | 16 | 17 | 52   |
| 藍 | 12 | 12 | 12 | 36   |
| 紅 | 8  | 11 | 13 | 32   |

## 其他
- 以下只出席誓師大會。因工作關係而沒有正式參與比賽。
  - 藍：莊思明、楊卓娜、阮兒、胡㻗
  - 綠：阮嘉敏、曾琬莎、黃凱琪、容羨媛
  - 紅：趙璧渝、馮顯藝、李紹堅、蕭百成、黃建東
- 羽毛球表演賽沒有播出：
  - 女子雙打：谷婭溦、龔柯允vs李靄璣、利穎怡、謝芷倫
  - 男女混合雙打：張馳豪、潘靜文vs李思雅、阮政峰
  - 男子單打：郭偉亮vs伍禮騫

## 外部連結
- 明星運動會前哨戰: Fight盡 - 主頁 - tvb.com （页面存档备份，存于）
- 明星運動會 - 主頁 - tvb.com （页面存档备份，存于）
- 全城迎奧運- 主頁 - tvb.com （页面存档备份，存于）

## 電視節目的變遷
| 香港 無綫電視翡翠台 星期日 20:30－21:30（第1-2集） · 星期二21:15-22:15（第3集） · 星期三20:30-22:15（第4集） | 香港 無綫電視翡翠台 星期日 20:30－21:30（第1-2集） · 星期二21:15-22:15（第3集） · 星期三20:30-22:15（第4集）    | 香港 無綫電視翡翠台 星期日 20:30－21:30（第1-2集） · 星期二21:15-22:15（第3集） · 星期三20:30-22:15（第4集） |
| --- | --- | --- |
| | 明星運動會 （2021年7月4日—2021年7月21日）                                                                       | |
| 欺詐劇團 （大結局） （20:30-22:30） （2021年6月27日）聲夢傳奇 （20:30-22:15） （2021年7月19日）              | 2020東京奧運黃金戰報 （20:00-22:30） （2021年7月25日-2021年8月1日）全城迎奧運 （20:30-22:15） （2021年7月22日） | |